# 熊本市立託麻東小学校
熊本市立託麻東小学校（くまもとしりつ たくまひがししょうがっこう）は、熊本県熊本市東区戸島三丁目にある公立小学校。

## 沿革
- 1874年（明治7年） - 小山小学校、戸島小学校開校
- 1899年（明治32年） - 両校合併し、小山戸島小学校と改称
- 1901年（明治34年） - 小山戸島尋常高等小学校と改称
- 1941年（昭和16年） - 小山戸島国民学校と改称
- 1947年（昭和22年） - 飽託郡小山戸島村立小山戸島小学校と改称
- 1955年（昭和30年） - 飽託郡託麻村立託麻東小学校と改称
- 1970年（昭和45年） - 熊本市立託麻東小学校と改称
- 1991年（平成3年） - 熊本市立長嶺小学校を分離

## 歴代校長
- 1899年（明治32年） - 初代校長 柴田寛次郎
- 1920年（大正9年） - 第2代校長 二宮武熊
- 1922年（大正11年） - 第3代校長 村上章蔵
- 1923年（大正12年） - 第4代校長 園田義照
- 1928年（昭和3年） - 第5代校長 上野常次郎
- 1929年（昭和4年） - 第6代校長 相沢孝
- 1934年（昭和9年） - 第7代校長 一瀬満雄
- 1936年（昭和11年） - 第8代校長 山本茂一
- 1944年（昭和19年） - 第9代校長 野口義熊
- 1947年（昭和22年） - 第10代校長 梅田信夫
- 1951年（昭和26年） - 第11代校長 田中麟学
- 1954年（昭和29年） - 第12代校長 米満康
- 1957年（昭和32年） - 第13代校長 中村勇真
- 1960年（昭和35年） - 第14代校長 名和富司男
- 1968年（昭和43年） - 第15代校長 徳永英雄
- 1970年（昭和45年） - 第16代校長 田中寅一
- 1974年（昭和49年） - 第17代校長 田中正勝
- 1976年（昭和51年） - 第18代校長 藤森正己
- 1980年（昭和55年） - 第19代校長 中村英俊
- 1984年（昭和59年） - 第20代校長 荒金錬一
- 1988年（昭和63年） - 第21代校長 平山國一
- 1991年（平成3年） - 第22代校長 武藤哲雄
- 1993年（平成5年） - 第23代校長 永井哲二
- 1994年（平成6年） - 第24代校長 藤本明廣
- 1996年（平成8年） - 第25代校長 田代吉人
- 1998年（平成10年） - 第26代校長 江上洋明
- 2002年（平成14年） - 第27代校長 佐々木公久
- 2005年（平成17年） - 第28代校長 悦 正房
- 2008年（平成20年） - 第29代校長 野口誠也
- 2011年（平成23年） - 第30代校長 吉尾光彦
- 2014年（平成26年） - 第31代校長 一井武幸
- 2016年（平成28年） - 第32代校長 後藤誠司
- 2018年（平成30年） - 第33代校長 川上哲也

## 委員会
- 音楽委員会
- 環境委員会
- 給食委員会
- 生活委員会
- 安全委員会
- 放送委員会
- 集会委員会
- 飼育委員会
- 掲示委員会
- 企画委員会
- 保健委員会
- 体育委員会
- 整美委員会
- 人権委員会
- 栽培委員会
- 図書委員会

## 部活動
- 器楽部
- 野球部
- サッカー部
- 女子ミニバレーボール部
- 女子ミニバスケットボール部
- 総合スポーツ
- 緑の少年団

## 著名な出身者
- 藤村大介（プロ野球選手、熊本市立城西小学校から転校）
- 古閑美保（女子プロゴルファー）
- 中原勇貴（プロビーチサッカー選手）

## 学校周辺
- 熊本県民総合運動公園
- ジョイフル熊本小山店